# Craig Le Cornu
Craig Douglas Le Cornu (sinh ngày 17 tháng 9 năm 1960) là một cầu thủ bóng đá người Anh, thi đấu ở vị trí tiền vệ ở Football League cho Tranmere Rovers.